# 白山乡 (建平县)
白山乡，是中华人民共和国辽宁省朝阳市建平县下辖的一个乡镇级行政单位。

## 行政区划
白山乡下辖以下地区：
长汉池村、嘎海吐村、东城村、西城村、下水泉村、洼子沟村和旦洲城村。